# Fiat (théologie)

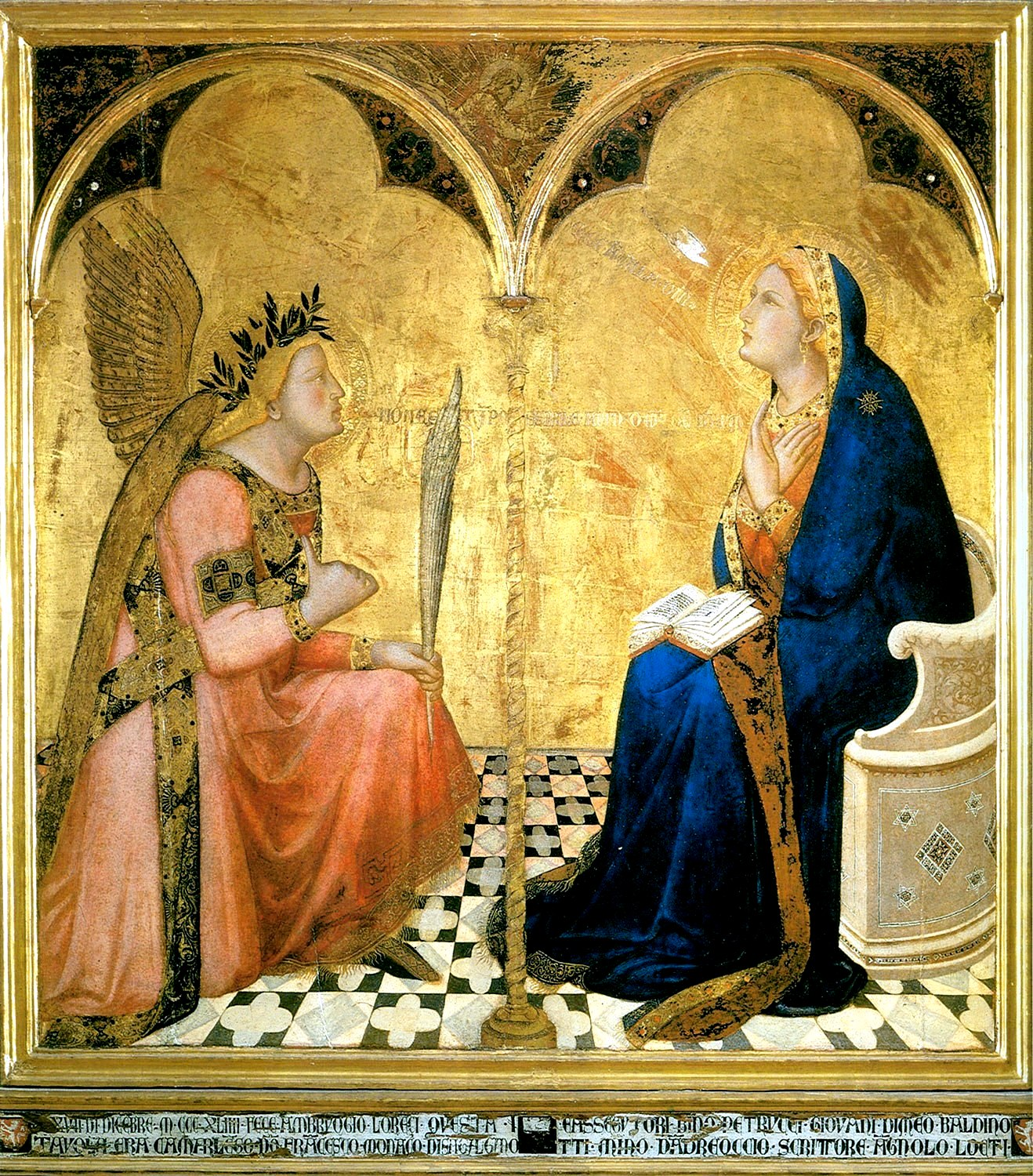
L’Annonciation d'Ambrogio Lorenzetti (1344).

En théologie, le « Fiat »  (subjonctif du verbe latin facere, faire) désigne le « Oui » de la Vierge Marie lors de l'Annonciation, acceptant l'Incarnation du Verbe de Dieu. On le traduit par « Qu'il me soit fait selon ta Parole ». On le trouve aussi au début de la  Genèse : « que la Lumière soit, et la Lumière fut  » : Fiat lux. 

## Représentation graphique à la Renaissance
Ce moment de l'Annonciation conduit à des réalisations particulières dans l'art de la Renaissance italienne. Le mot fiat est parfois peint sur la toile.
Selon le spécialiste de cette période, Daniel Arasse : « L'incarnation n'est pas visible, c'est un mystère. Pour les peintres de la Renaissance, l'Incarnation échappe à la commensurabilité de la perspective qui raconte l'histoire visible de l'Annonciation. Ils vont donc chercher des moyens de figurer le mystère de l'incarnation. Ambrogio Lorenzetti va utiliser une colonne qui appartient au fond d'or dans la partie haute puis devient opaque dans la partie basse régie par la perspective. Domenico Veneziano utilise une porte et Piero della Francesca une plaque de marbre et une colonne cachée ».
La colonne qui sépare souvent l'ange de la Vierge Marie est parfois associé au Fiat mihi secundum comme symbole  du Christ.